# Gianni Fochi
Gianni Fochi (all'anagrafe Giovanni) (Pisa, 12 giugno 1950) è un chimico, giornalista e divulgatore scientifico italiano.

## Biografia
Figlio del linguista Franco Fochi e dell'insegnante di scuola media Valeria Musco, frequenta il liceo classico Galileo Galilei di Pisa e si laurea in chimica nel 1973 presso l'Università degli studi di Pisa, ottenendo nel 1981 il diploma di perfezionamento (dottorato) in chimica presso la Scuola Normale Superiore di Pisa.
A partire dagli anni settanta svolge attività di ricerca presso il Dipartimento di Chimica e Chimica Industriale dell'Università di Pisa, presso il Politecnico federale di Zurigo e all'istituto Istituto Guido Donegani di Novara.
Ha insegnato Chimica generale e inorganica presso varie facoltà dell'Università di Pisa, e ha tenuto per quattordici anni il corso seminariale di termodinamica per le matricole presso la Scuola Normale Superiore.
Tra il 2001 e il 2002 ha fatto parte del comitato promotore del movimento "Galileo 2001, per la libertà e la dignità della scienza" e in seguito con alcuni membri di tale comitato, fra cui Franco Battaglia, Giovanni Carboni, Franco Panizon e Carlo Pelanda, ha fatto parte del comitato scientifico di supporto al commissario dell'ANPA Renato Angelo Ricci.
Dal 2003 al 2005 è docente al Master in Scienze Ambientali del Pontificio Ateneo Regina Apostolorum (Università Europea di Roma).

## Attività divulgativa
Dal 1988 si dedica alla divulgazione scientifica, iscrivendosi a partire dal 1990 all'Ordine dei giornalisti e, successivamente, all'UGIS e all'European Union of Science Journalists' Associations, collaborando per Tuttoscienze de La Stampa, L'Osservatore Romano, Le Scienze, Kos, Studi Cattolici, Focus, Il Sole 24 Ore, Corriere della Sera e la rivista on line The Alchemist.
Nel novembre 1993 inizia una collaborazione di quattordici anni con La Chimica e l'Industria dove curerà le rubriche "Errare humanum est" e in seguito "Specchio Deformante", dedicate al rapporto fra il mondo della chimica e quello dei mass media. La collaborazione si chiude a inizio 2008 su richiesta di altre testate con cui Fochi collabora, per evitare di lavorare per due editori concorrenti.
Autore di manuali scientifici e testi divulgativi, pubblica nel 1990 "La chimica ragionata", un libro di testo per le scuole medie superiori che usa come metodo l'approfondimento degli effetti per individuare le cause dei fenomeni chimici e in ultima istanza le leggi che li regolano, a cui segue nel 1999 Il segreto della Chimica, poi tradotto anche in castigliano per le Ediciones Robinbook dove descrive l'onnipresenza delle trasformazioni chimiche nella vita quotidiana. Il libro riscuote largo consenso di pubblico e di critica, e al 2010 raggiunge la sua terza edizione tascabile con la TEA.
Nel 2005 esce per le Edizioni ETS il volume "Chimica da capire. Compendio di chimica generale con brevi cenni di chimica inorganica descrittiva", un testo di carattere prevalentemente didattico.
Nell'aprile 2010 pubblica Fischi per fiaschi nell'Italiano scientifico, una sorta di dizionario che raccoglie 45 termini scientifici molto usati nel linguaggio corrente e paragiornalistico spiegandone i significati reali e analizzandone gli usi approssimativi o impropri, spesso in netto contrasto con i primi.
Nel 2012 esce La Chimica fa bene nel quale si rivolge in particolare al pubblico più giovane per difendere l'immagine della chimica e dell'industria chimica, esponendo le sue idee personali sul deterioramento che quest'ultima ha subito nel corso degli ultimi decenni e mostrando il suo scetticismo per le mode ecologiste ed ambientaliste Il libro presenta un Fochi polemico anche contro l'industria, colpevole di fare superficialmente propri slogan ambientalisti logori ed abusati per migliorare la propria immagine senza intavolare invece discussioni approfondite e critiche sui più gravi inconvenienti sanitari e ambientali del passato.
Nel 2020 è autore di Il chimico segreto, un percorso di un giovane militante ambientalista statunitense alla scoperta del ruolo della chimica nella protezione dell'ambiente.
Nel 2022 pubblica con Stefano Casarosa Il chimico autodidatta, la via più facile per capire il difficile, un testo ibrido sia divulgativo che scolastico sull'insegnamento della chimica, pensato per fornire una base adeguata a chi intende iscriversi a una facoltà scientifica. Nello stesso anno esce Loraine. L'Anastasia del Titanic dove la narrazione mostra i parallelismi fra le storie di Loraine Allison, presunta sopravvissuta del Titanic, e della più famosa granduchessa Anastasija Nikolaevna Romanova, e affronta il ruolo della ricerca scientifica nel risolvere enigmi storici.

## Diritti gay e Legge 194
Il 6 febbraio 2017 Fochi interviene all'incontro “La nuova frontiera dei diritti”. L'evento, organizzato dalla Scuola Normale Superiore di Pisa, vede la presenza di Maria Elena Boschi, sottosegretario di Stato alla presidenza del Consiglio dei Ministri. Nel suo intervento il ricercatore definisce l'omosessualità un "desiderio distorto" e attacca la Legge 194 sull'interruzione volontaria di gravidanza: "Da quando è stata introdotta oltre 6 milioni sono stati ammazzati". Inoltre, rivolgendosi a Boschi relativamente all'approvazione della Legge sulle unioni civili, Fochi afferma: "Penso che Dante la metterebbe insieme con Semiramide che libito fé licito in sua legge" ovverosia all'Inferno.

## Onorificenze e riconoscimenti
- 1992 - Per un futuro intelligente - Federchimica[30]
- 1999 - Pirelli INTERNETional Award - Pirelli
- 2000 - Per un futuro intelligente - Federchimica
- 2001 - Premio Voltolino - Abiogen Pharma[5]

## Opere
- Gianni Fochi, La chimica ragionata, De Agostini Scuola, 1994.
- Gianni Fochi, Il segreto della chimica, Longanesi, 1999,  p. 292.
- Gianni Fochi, Chimica da capire. Compendio di chimica generale con brevi cenni di chimica inorganica descrittiva, Pisa, Edizioni della Normale, 2009,  p. 251.
- Gianni Fochi, Fischi per fiaschi nell'Italiano scientifico, Longanesi, 2010,  p. 124, ISBN 978-88-304-2688-7.
- Gianni Fochi, Il chimico segreto. Il mondo come un laboratorio svelato ai giovani, Carmignani Editrice, 2020, ISBN 978-8893831345.
- Gianni Fochi e Stefano Casarosa, Il Chimico autodidatta, 2022,  p. 416, ISBN 979-8815116085.
- Gianni Fochi, Loraine. L'Anastasia del Titanic, 2022, ISBN 979-8420684665.